# نبرد مگیدو (قرن پانزدهم پیش از میلاد)
نبرد مگیدو در سده ۱۵ پ. م، جنگی بود میان امپراتوری مصر تحت فرماندهی فرعون تحوتموس سوم و یک ائتلاف کنعانی بزرگ تحت سرکردگی پادشاه کادش.
این نخستین نبردی می‌باشد که با جزئیاتی قابل اطمینان به ثبت رسیده‌است. همچنین نخستین کاربرد ثبت شده از کمان ترکیبی و نخستین جسد شماری نیز در مگیدو (سرزمین پر میوه) و در این نبرد انجام گرفت. تمامی جزئیات این نبرد از منابع مصری به دست می‌آید - که در وهله اول هیروگلیف نوشته‌های منقوش در تالار سالنامه در معبد آمون در کارناک و تبس (لوکسور اقصر امروزی).
این گزارش مصر باستان، تاریخ نبرد را ۲۱مین روز از نخستین ماه سومین فصل از سال) بیست و سوم دوران پادشاهی تحوتموس سوم، عنوان می‌کند؛ بنابراین ادعا، (گاهشماری میانه) تاریخ این نبرد می‌بایست ۱۶ آوریل ۱۴۵۷ پ. م باشد. دیگر منابع این نبرد را در سال‌های ۱۴۸۲ پ. م یا ۱۴۷۹ پ. م ثبت کرده‌اند. نبرد مگیدو با پیروزی مصریان همراه بود و منجر به آشفتگی در نیروهای کنعانی شد، که به منظور حفظ امنیت خود به درون شهر مگیدو گریختند. پیامد این اقدام ایشان، محاصره درازمدت شهر مگیدو بود.
با برقراری دوباره نفوذ مصر در شام، فرعون تحوتموس سوم دوران پادشاهی را آغاز نمود که در آن، امپراتوری مصر به بزرگترین گستره خود رسید.

## شورش کنعان

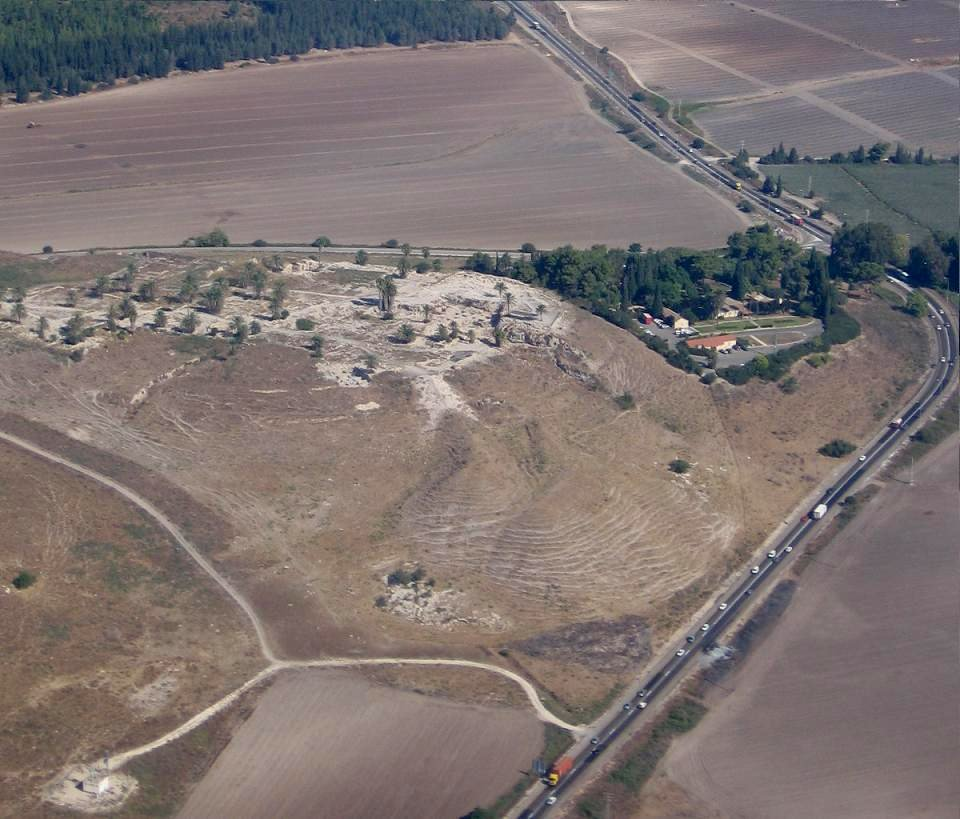
برش دادم

در پایان دوران پادشاهی حتشپسوت، شهبانوی مصر، فرمانروایان محلی در همسایگی سوریه امروزی تلاش می‌کردند تا یوغ برتری مصر را براندازند. تحوتموس سوم، که در پی درگذشت نامادری‌اش حتشپسوت، فرعون شد، مجبور بود که بی‌درنگ با این شورش درگیر شود.
کنعانیان با پادشاهی میتانی بر کرانه‌های فرات، متحد و همپیمان گشتند. نیروی اصلی و محرک در پشت این شورش، پادشاه کادش بود. استحکامات نیرومند کادش، امنیت او و شهر را نگاه می‌داشت. پادشاه مگیدو نیز با استحکامات توانمند برابری، به این اتحاد پیوست. اهمیت مگیدو همیشه در موقعیت جغرافیایی آن بود. این شهر در امتداد کناره جنوب باختری دره جزریل، درست آنسوی کوه کرمل و مدیترانه، واقع است. مگیدو از این موقعیت، بر مسیر تجاری اصلی میان مصر و میانرودان نظارت داشت.

## نبرد و محاصره
تحوتموس فرصت را دریافت. اردوگاهی برپا کرد و در طی شب، نیروهایش را در نزدیکی دشمن آراست. آنها، صبح روز بعد، حمله کردند. امکان نداشت که پادشاه شگفت‌زده کادش بتواند خطوط مقدم خویش را به موقع بازگرداند، و برای نبرد آماده گردد. حتی اگر این کار را هم می‌کرد اما کمک زیادی به وی نمی‌نمود. نیروهای شورشی او روی زمین‌های بلند همجوار استحکامات شهر بودند. ارتش مصر با آرایشی شامل سه جناح سازماندهی می‌شد که هر دو جناح شورشیان را تهدید می‌کرد. فرعون، حمله را از مرکز آغاز کرد. ترکیبی از موقعیت و شمار، توانایی مانور عالی جناح چپ همراه با یک حمله جسورانه، اراده دشمن را در هم شکست؛ صفوف آنها بی‌درنگ از هم فروپاشید. آنها در نزدیکی شهر به درون آن گریخته، دروازه‌ها را پشت سر خود بستند.
سربازان مصری به غارت اردوگاه دشمن پرداختند. آنها در طی غارت، ۹۲۴ ارابه و ۲۰۰ دست زره را تصرف کردند. بدبختانه برای مصری‌ها، در طی این آشفتگی، نیروهای پراکنده شورشی، دربرگیرنده پادشاهان کادش و مگیدو، توانستند دوباره به مدافعان درون شهر بپیوندند و مدافعان، آنها را از دیوار شهر بالا کشیدند؛ بنابراین، فرصت تصرف سریع شهر، از دست رفت.
مصریان شهر را محاصره کردند. آنها نیروهایی را به سرتاسر سرزمین‌های شورشی فرستادند؛ شهر مگیدو مدت هفت ماه محاصره را تحمل نمود و سرانجام، سقوط کرد.
ارتش فاتح، ۳۴۰ اسیر، ۲٫۰۴۱ مادیان، ۱۹۱ کره اسب، ۶ اسب نر، ۹۲۴ ارابه، ۲۰۰ دست زره، ۵۰۲ کمان، ۱٫۹۲۹ گاو، ۲۲٫۵۰۰ گوسپند، و زره سلطنتی، ارابه و دیرک چادر پادشاه مگیدو را به میهن خویش برده، از شهر و شهروندان آن، چشم پوشیدند.

## پیامدها
متصرفات مصر با این لشکرکشی گسترش یافت. همانگونه که پاول. ک. دیویس نوشته‌است: «با برقراری دوباره نفوذ مصر در فلسطین، تحوتموس پادشاهی را آغاز کرد که در آن، مصر به بزرگترین گستره خود بعنوان یک امپراتوری رسید.» تحوتموس سوم از پادشاهان شکست خورده خواست تا هر یک، یکی از پسرانشان را به دربار مصر بفرستند. آنها در آنجا، آموزش مصری می‌دیدند و آنگاه که به میهن خویش بازمی‌گشتند، با همراهی مصر، به فرمانداری می‌پرداختند.